# ジョルジュ＝ケヴィン・エンクドゥ
ジョルジュ＝ケヴィン・エンクドゥ・エムビア（フランス語: Georges-Kévin N'Koudou Mbida、1995年2月13日 - ）は、フランス・イヴリーヌ県ヴェルサイユ出身のサッカー選手。サウジ・プロフェッショナルリーグ・ダマクFC所属。ポジションはMF。ヌクドゥ、ンクドゥとも呼ばれる。

## 経歴
2013-14シーズンにFCナントのトップチームへ昇格し、2013年8月11日のSCバスティア戦でリーグ・アンデビューをした。2015年6月、同リーグのオリンピック・マルセイユに移籍した。移籍金は100万ポンド。2016年8月31日、マルセイユでの活躍に興味を示したプレミアリーグのトッテナムが1100万ポンドで5年契約でヌクドゥを獲得した。
2018年1月9日、バーンリーFCに期限付き移籍で加入。2019年1月31日、ASモナコにシーズン終了までの期限付き移籍で加入。2019年8月22日、ベシクタシュJKと4年契約を締結したことが発表された。
2023年8月15日、エンクドゥはサウジ・プロリーグのクラブダマクにフリートランスファーで加入した。

## 国際キャリア
2022年11月10日、彼はリゴベール・ソングによって2022 FIFAワールドカップに出場するカメルーン代表に選出されました。 2023年12月28日、彼は2023 アフリカネイションズカップに出場するカメルーン代表27人のリストに選出されました。

## 代表歴

### 出場大会
- カメルーン代表
  - 2022 FIFAワールドカップ

### 試合数
- 国際Aマッチ 6試合 1得点（2022年-）[8]

| カメルーン代表 | 国際Aマッチ | 国際Aマッチ |
| 年             | 出場        | 得点        |
| -------------- | ----------- | ----------- |
| 2022           | 4           | 0           |
| 2023           | 2           | 1           |
| 2024           |             |             |
| 通算           | 6           | 1           |

## タイトル

### クラブ
ベシクタシュJK
- スュペル・リグ : 2020-21
- テュルキエ・クパス : 2020-21